# Equulites
Equulites is een geslacht van straalvinnige vissen uit de familie van ponyvissen (Leiognathidae).

## Soorten
- Equulites absconditus Chakrabarty & Sparks, 2010
- Equulites antongil (Sparks, 2006)
- Equulites elongatus (Günther, 1874)
- Equulites klunzingeri (Steindachner, 1898)
- Equulites laterofenestra (Sparks & Chakrabarty, 2007)
- Equulites leuciscus (Günther, 1860)
- Equulites moretoniensis (Ogilby, 1912)
- Equulites rivulatus (Temminck & Schlegel, 1845)
- Equulites stercorarius (Evermann & Seale, 1907)